# Liên Minh Huyền Thoại: Giải vô địch thế giới mùa 3
Liên Minh Huyền Thoại: Giải vô địch thế giới mùa 3 (tiếng Anh: League of Legends: Season 3 World Championship) là Giải vô địch thế giới lần thứ ba của Liên Minh Huyền Thoại, và cũng là lần cuối cùng giải đấu được đếm theo số mùa trước khi Giải vô địch thế giới LMHT được đếm theo số năm. Giải đấu diễn ra từ 15/9 - 4/10 tại Mỹ. SK Telecom T1 2 với đội hình gồm Lee "Faker" Sang-hyeok, Jung "Impact" Eon-yeong, Chae "Piglet" Gwang-jin, Bae "Bengi" Seong-woong, Lee "PoohManDu" Jeong- hyeon và huấn luyện viên Kim "kKoma" Jung-Gyun đã giành chiến thắng trước Royal Club, qua đó trở thành nhà vô địch thế giới mới của giải.

## Đội tuyển
Các đội sau đủ điều kiện tham dự vòng bảng của giải đấu:
| Trung Quốc (LPL) - Royal Club - OMG                                       | Châu Âu (EU LCS) - Fnatic - Lemondogs - Gambit Gaming                   | Bắc Mỹ (NA LCS) - Cloud9 - Team SoloMid - Team Vulcun |
| Hàn Quốc (LCK) - NaJin Black Sword - Samsung Galaxy Ozone - SK Telecom T1 | Đài Loan, Hồng Kông & Ma Cao/Đông Nam Á (GPL) - Gamania Bears - Mineski | Khu vực Wildcard - GamingGear.eu                      |

## Vòng bảng
Các đội ở 2 bảng sẽ thi đấu theo thể thức vòng tròn 2 lượt, hai đội đứng đầu mỗi bảng sẽ tiến vào vòng loại.

### Bảng A
| TH | Đội           | Kết quả |
| -- | ------------- | ------- |
| 1  | SK Telecom T1 | 7–1     |
| 2  | OMG           | 7–1     |
| 3  | Lemondogs     | 3–5     |
| 4  | Team SoloMid  | 2–6     |
| 5  | GamingGear.eu | 1–7     |

### Bảng B
| TH | Đội                  | Kết quả |
| -- | -------------------- | ------- |
| 1  | Fnatic               | 7-1     |
| 2  | Gambit Gaming        | 5-3     |
| 3  | Samsung Galaxy Ozone | 5-3     |
| 4  | Vulcun               | 3-5     |
| 5  | Mineski              | 0-8     |

## Vòng loại
|  | Tứ kết                    | Tứ kết                    |                                |   | Bán kết | Bán kết |  |  | Chung kết | Chung kết |
|  |                           |                           |                                |   |         |         |  |  |           |           |
|  | 2013-09-24 – NALCS Studio |                           |                                |   |         |         |  |  |           |           |
|  |                           |                           |                                |   |         |         |  |  |           |           |
|  | Gamania Bears             | 0                         |                                |   |         |         |  |  |           |           |
|  | Gamania Bears             | 0                         | 2013-09-27 – Galen Center      |   |         |         |  |  |           |           |
|  | SK Telecom T1             | 2                         |                                |   |         |         |  |  |           |           |
|  | SK Telecom T1             | 2                         | SK Telecom T1                  | 3 |         |         |  |  |           |           |
|  | 2013-09-23 – NALCS Studio |                           | SK Telecom T1                  | 3 |         |         |  |  |           |           |
|  |                           |                           | NaJin Black Sword              | 2 |         |         |  |  |           |           |
|  | NaJin Black Sword         | 2                         | NaJin Black Sword              | 2 |         |         |  |  |           |           |
|  | NaJin Black Sword         | 2                         | 2013-10-04 – Trung tâm Staples |   |         |         |  |  |           |           |
|  | Gambit Gaming             | 1                         |                                |   |         |         |  |  |           |           |
|  | Gambit Gaming             | 1                         | SK Telecom T1                  | 3 |         |         |  |  |           |           |
|  | 2013-09-24 – NALCS Studio |                           | SK Telecom T1                  | 3 |         |         |  |  |           |           |
|  |                           | Royal Club                | 0                              |   |         |         |  |  |           |           |
|  | Royal Club                | Royal Club                | 0                              | 2 |         |         |  |  |           |           |
|  | Royal Club                | 2013-09-28 – Galen Center |                                | 2 |         |         |  |  |           |           |
|  | OMG                       | 0                         |                                |   |         |         |  |  |           |           |
|  | OMG                       | 0                         | Royal Club                     | 3 |         |         |  |  |           |           |
|  | 2013-09-23 – NALCS Studio |                           | Royal Club                     | 3 |         |         |  |  |           |           |
|  |                           |                           | Fnatic                         | 1 |         |         |  |  |           |           |
|  | Fnatic                    | 2                         | Fnatic                         | 1 |         |         |  |  |           |           |
|  | Fnatic                    | 2                         |                                |   |         |         |  |  |           |           |
|  | Cloud9                    | 1                         |                                |   |         |         |  |  |           |           |
|  | Cloud9                    | 1                         |                                |   |         |         |  |  |           |           |
|  |                           |                           |                                |   |         |         |  |  |           |           |

## Thứ hạng chung cuộc

### Danh hiệu
|                           |
| F.MVP SK Telecom T1 2 TBD |

|                                                              |
| 20 13 · Vô địch · LCK · SK Telecom T1 2 Vô địch lần đầu tiên |
|                                                              |

|                       |
| Á quân LPL Royah Club |

### Bảng xếp hạng
| Thứ hạng | Đội                  | Tiền thưởng |
| -------- | -------------------- | ----------- |
| 1st      | SK Telecom T1 2      | $1,000,000  |
| 2nd      | Royal Club           | $250,000    |
| 3rd–4th  | Fnatic               | $150,000    |
| 3rd–4th  | NaJin Black Sword    | $150,000    |
| 5–8th    | Cloud9               | $75,000     |
| 5–8th    | Gamania Bears        | $75,000     |
| 5–8th    | Gambit Gaming        | $75,000     |
| 5–8th    | OMG                  | $75,000     |
| 9–10th   | Lemondogs            | $45,000     |
| 9–10th   | Samsung Galaxy Ozone | $45,000     |
| 11–12th  | Team SoloMid         | $30,000     |
| 11–12th  | Vulcun               | $30,000     |
| 13–14th  | GamingGear.eu        | $25,000     |
| 13–14th  | Mineski              | $25,000     |

## Lượng người xem và tham dự
Trận chung kết Giải vô địch thế giới mùa 3 đã được theo dõi trên Twitch bởi hơn 32 triệu người, với đỉnh điểm là 8,5 triệu lượt xem đồng thời, tăng lớn so với trận chung kết năm 2012 là 8.2 triệu người xem, với 1,1 triệu lượt xem đồng thời. Các con số đã phá vỡ các kỷ lục trước đó cho bất kỳ sự kiện eSports nào. Những con số này cao hơn nhiều so với các sự kiện eSports của đối thủ cạnh tranh khác cho Dota 2 và Starcraft 2, trước đây chỉ đạt được một triệu người xem đồng thời.
8,5 triệu người xem đồng thời của Riot ngang hàng với "hơn 8 triệu người" đã theo dõi cú nhảy của Felix Baumgartner từ rìa vũ trụ. Con số chính xác cho các sự kiện phát trực tuyến rất khó xác định, nhưng All Things D báo cáo rằng bước nhảy của Baumgartner là "sự kiện lớn nhất từ trước đến nay của video trên web".
Liên Minh Huyền Thoại cho đến nay là bộ môn lớn nhất trong lĩnh vực Thể thao điện tử, thường xuyên vượt xa số lượng người xem của các đối thủ lớn, bao gồm Dota 2 của Valve và StarCraft II của Blizzard. Trong bối cảnh, giải đấu Dota 2 hàng đầu của Valve - The International 3 - đã diễn ra hai tháng trước trận chung kết Giải vô địch thế giới Liên Minh Huyền Thoại mùa 3 và đạt được 1 triệu người xem đồng thời.